# Lerma de Villada
Lerma de Villada är en stad i Mexiko. Staden är administrativ huvudort i kommunen Lerma i delstaten Mexiko, och hade 33 166 invånare vid folkräkningen år 2020.